# آندره لاباتو
آندره لاباتو (فرانسوی: André Labatut‎; ۱۸ ژوئیهٔ ۱۸۹۱ – ۳۰ سپتامبر ۱۹۷۷) شمشیرباز اهل فرانسه بود.
وی همچنین برندهٔ جوایزی همچون لژیون دونور شده‌است.
وی در مسابقات کشوری و بین‌المللی در مجموع برندهٔ ۲ مدال طلا، ۲ مدال نقره شده‌است.